# جايسون كولين
جايسون كولين (بالإنجليزية: Jason Cullen)‏ هو لاعب دارت أيرلندي، ولد في 11 يونيو 1988 في دبلن في جمهورية أيرلندا.